# 布法羅 (肯塔基州)
布法羅（英語：Buffalo）是位於美國肯塔基州拉魯縣的一個人口普查指定地區。

## 人口
根據2020年美國人口普查的數據，布法羅的面積為3.06平方千米，當中陸地面積為3.06平方千米，而水域面積為0.00平方千米。當地共有人口571人，而人口密度為每平方千米186.6人。